# Torneo di Tolone 2010
Il Torneo di Tolone del 2010 è stata la 38ª edizione di questo torneo calcistico, ed è stato giocato dal 18 al 27 maggio 2010.

## Nazionali partecipanti
- Cile
- Colombia
- Italia
- Danimarca
- Francia (paese ospitante)
- Giappone
- Qatar
- Russia

## Sedi delle partite
- Aubagne
- Hyères
- La Seyne
- Le Lavandou
- Nizza
- Tolone

## Risultati

### Gruppo A

#### Classifica
| Team     | Pld | W | D | L | GF | GA | GD | Pts |
| -------- | --- | - | - | - | -- | -- | -- | --- |
| Italia   | 3   | 3 | 0 | 0 | 8  | 2  | +6 | 9   |
| Francia  | 3   | 2 | 0 | 1 | 6  | 2  | +4 | 6   |
| Colombia | 3   | 1 | 0 | 2 | 3  | 4  | -1 | 3   |
| Giappone | 3   | 0 | 0 | 3 | 1  | 10 | -9 | 0   |

#### Riepilogo partite
| Arbitro: | Thomas Vejlgaard |

|                                    |           |  |
| Boli 2’ Deblé 26’ (rig.) Sagbo 65’ | Marcatori |  |

| Arbitro: | Maksim Layushkin |

|                                |           |  |
| Schneiderlin 33’ Kitambala 44’ | Marcatori |  |

| Arbitro: | Khamis Al-Mari |

|  |           |                     |
|  | Marcatori | 62’, 66’ Goua Gohou |

| Arbitro: | Jorge Osorio Reyes |

|                                                     |           |              |
| Bourgeois 6’ Gueye 33’ (rig.) Butin 70’ Brahimi 72’ | Marcatori | 17’ Suganuma |

| Arbitro: | Thomas Vejlgaard |

|  |           |                                  |
|  | Marcatori | 13’ Calle 33’ Cardona 35’ Muriel |

| Arbitro: | Jorge Osorio Reyes |

|          |           |                        |
| Saré 54’ | Marcatori | 46’ Nestor 60’ Dossevi |

### Gruppo B

#### Classifica
| Team      | Pld | W | D | L | GF | GA | GD | Pts |
| --------- | --- | - | - | - | -- | -- | -- | --- |
| Cile      | 3   | 2 | 1 | 0 | 10 | 3  | +7 | 7   |
| Danimarca | 3   | 2 | 1 | 0 | 7  | 3  | +4 | 7   |
| Qatar     | 3   | 0 | 1 | 2 | 5  | 9  | -4 | 1   |
| Russia    | 3   | 0 | 1 | 2 | 3  | 10 | -7 | 1   |

#### Riepilogo partite
| Arbitro: | Ryuji Sato |

|                                         |           |                        |
| Muñoz 12’ Abarca 14’ Toro 45’ Medel 67’ | Marcatori | 32’ Alhaydos 55’ Yahya |

| Arbitro: | Wimar Roldan Perez |

|                                |           |                    |
| Bjelland 6’ Lyng 11’ Bille 56’ | Marcatori | 36’ (rig.) Mamayev |

| Arbitro: | Monetchet Leonard Nahi |

|                                 |           |             |
| Dalsgaard 4’ Bille 49’ Lyng 72’ | Marcatori | 8’ Alhaydos |

| Arbitro: | Abdel Ismail |

|  |           |                                                       |
|  | Marcatori | 37’ Rubio 46’ Pavez 55’ Medel 67’ Martínez 77’ Ubilla |

| Arbitro: | Ryuji Sato |

|          |           |            |
| Mena 49’ | Marcatori | 48’ Jessen |

| Arbitro: | Wilmar Roldan Perez |

|                                |           |                      |
| Alhaydos 18’ Vlasov 70’ (aut.) | Marcatori | 3’ Smolov 52’ Sapeta |

### Semifinali
| Arbitro: | Maksim Layushkin |

|  |           |                       |
|  | Marcatori | 65’ Sagbo 90+3’ Deblé |

| Arbitro: | Abdel Ismail |

|                         |           |                                |
| Butin 29’ Kitambala 68’ | Marcatori | 24’ (aut.) Koné 48’, 73’ Bille |

### Finale per il 3º e 4º posto
| Arbitro: | Khamis Al-Marri |

|           |           |                    |
| Muñoz 53’ | Marcatori | 12’, 80’ Kitambala |

### Finale
| Arbitro: | Jorge Osorio Reyes |

|                                 |           |                         |
| Ouedraogo 19’ Gohou 39’ Sio 74’ | Marcatori | 46’ Bille 80’ Mortensen |

## Marcatori
5 reti
- Nicki Bille Nielsen

4 reti
- Lynel Kitambala

3 reti
- Gerard Bi Goua Gohou
- Hasan Alhaydos

2 reti
- Édouard Butin
- Marco Medel
- Carlos Muñoz Rojas
- Emil Lyng
- Serges Deblé
- Yannick Sagbo

1 rete
- Thibaut Bourgeois
- Yacine Brahimi
- Mathieu Dossevi
- Magaye Gueye
- Loïc Nestor
- Morgan Schneiderlin
- Juan Abarca
- Gerson Martínez
- Eugenio Mena
- Luis Pavez
- Matías Rubio
- Sebastián Toro
- Sebastián Ubilla
- Javier Calle
- Edwin Cardona
- Luis Muriel
- Andreas Bjelland
- Henrik Dalsgaard
- Mads Jessen
- Patrick Mortensen
- Yannick Boli
- Moustapha Ouedraogo
- Bakary Saré
- Giovanni Sio
- Shun'ya Suganuma
- Ali Yahya
- Pavel Mamaev
- Aleksandr Sapeta
- Fëdor Smolov

Autoreti
- Lamine Kone (pro Danimarca)
- Anton Vlasov (pro Qatar)